# Фоміних Євген Іванович
Фоміни́х Євге́н Іва́нович (рос. Фоминых Евгений Иванович; нар. 24 грудня 1906 — пом. 22 травня 1977) — радянський військовик, генерал-лейтенант танкових військ (27.06.1945). Герой Радянського Союзу (29.05.1945).

## Біографія
Народився 24 грудня 1906 року в селі Кайданово (нині місто Дзержинськ Мінської області, Білорусь) в робітничій родині. Росіянин. Член ВКП(б) з 1925 року.
У 1914 році з родиною переїхав до міста Златоуст Челябінської області. Закінчив 6 класів залізничної школи, працював учнем слюсаря паровозного депо залізничної станції Златоуст. З 1923 року — помічник машиніста паровозу. Очолював комсомольську організацію депо. З 1926 року — секретар райкому комсомолу станції Златоуст.
У листопаді 1928 року призваний на строкову службу до лав РСЧА. Закінчив полкову школу при 11-й залізничному полку й служив молодшим командиром. У вересні 1930 року демобілізований.
У травня 1931 року вступив до Саратовської бронетанкової школи, яку закінчив у 1932 році. Залишений командиром навчального взводу при школі.
У листопаді 1935 року направлений на навчання й у 1941 році закінчив інженерний факультет Військової академії механізації і моторизації РСЧА імені Й. В. Сталіна.
З травня 1941 року — командир батальйону важких танків 45-го танкового полку 23-ї танкової дивізії 12-го механізованого корпусу Прибалтійського особливого військового округу (ПрибОВО).
Учасник німецько-радянської війни з червня 1941 року. Брав участь в прикордонних боях на Північно-Західному фронті, де 12-й мехкорпус було розбито німецькими військами. З серпня 1941 року — командир танкового батальйону 56-го танкового полку 28-ї танкової дивізії на новгородському напрямку. У критичний момент перейняв на себе командування полком. Наприкінці серпня 1941 року через важку хворобу направлений на лікування до шпиталю.
Після одужання, з грудня 1941 року — викладач тактики 2-го Харківського танкового училища.
З квітня 1942 року — старший помічник начальника штабу 25-ї танкової бригади Західного фронту. Брав участь у Ржевсько-Сичовській операції. У серпні 1942 року поранений, перебував у шпиталі. З жовтня 1942 року — начальник штабу 25-ї танкової бригади.
З листопада 1942 року — командир 12-го окремого гвардійського танкового полку прорива.
З березня 1943 по березень 1944 року — начальник штабу, з 19 квітня 1944 року — виконувач обов'язків командира, з липня 1944 року — командир 29-го танкового корпусу 5-ї гвардійської танкової армії на Степовому й 2-му Українському фронтах. Брав участь в боях на Курській дузі, Бєлгородсько-Харківській, Кіровоградській, Корсунь-Шевченківській, Умансько-Ботошанській наступальних операціях. 11 березня 1944 року присвоєно військове звання «генерал-майор танкових військ».
З 10 листопада 1944 року й до кінця війни — командир 25-го танкового корпусу 3-ї гвардійської армії на 1-му Білоруському та 1-му Українському фронтах. Брав участь в Вісло-Одерській, Нижньо-Сілезькій та Берлінській операціях.
З липня 1945 по січень 1947 року — командир 25-ї танкової дивізії (переформаваниої з 25-го танкового корпусу) в складі Центральної групи військ.
У 1948 році з відзнакою і золотою медаллю закінчив Вищу військову академію імені К. Є. Ворошилова.
З січня 1949 року — командуючий бронетанковими і механізованими військами Закавказького військового округу.
З березня 1953 року — 1-й заступник начальника Військової академії бронетанкових військ.
З лютого 1958 року — командувач 6-ї гвардійської танкової армії. Обирався депутатом Верховної Ради Української РСР 5-го склакання (1959—1963).
З вересня 1960 року — в запасі. Мешкав у Москві. Помер 22 травня 1977 року. Похований на Ваганьковському цвинтарі.

## Нагороди
Указом Президії Верховної Ради СРСР від 29 травня 1945 року за
успішне керівництво військами, особисту мужність і героїзм, виявлені в боротьбі з німецько-фашистськими загарбниками генерал-майорові танкових військ Фоміних Євгену Івановичу присвоєне звання Героя Радянського Союзу з врученням ордена Леніна і медалі «Золота Зірка» (№ 6699).
Нагороджений двома орденами Леніна, чотирма орденами Червоного Прапора, орденом Кутузова 1-го ступеня, двома орденами Суворова 2-го ступеня, двома орденами Червоної Зірки, медалями, іноземними нагородами.

## Пам'ять
Ім'ям генерала Є. І. Фоміних названо вулицю в місті Дзержинськ Мінської області (Білорусь).